# そっち岳スキー場
新十津川町そっち岳スキー場（しんとつかわちょうそっちだけすきーじょう）は、北海道樺戸郡新十津川町に存在するスキー場。

## 概要
北向きの斜面に緩やかな3本のコースを備えており、初心者や家族連れに適した形となっている。
砂川市・赤平市・滝川市・上砂川町といった近隣自治体でのスキー場閉鎖が相次いだこともあり、利用者が2000年代前半の10万人台から2022年度には23万人台と回復を遂げている。

## 沿革
- 1977年1月 - 新十津川町長を交えた町政懇談会にてスキー場建設の要望が出される。
- 1977-78年度 - 新十津川町スキー協会の独自活動として陸上自衛隊滝川駐屯地の協力を得てスキー場候補地調査を実施。
- 1978-79年度 - 地元建設会社の遠藤組が花月台開拓パイロット事業で造成された放牧地「総進牧場」にて私設スキー場を営業。自衛隊払い下げの雪上車、ロープトウリフト、プレハブ造ロッジ、ナイター照明用投光機10機を設け北海道中央バスの総進方面路線も3往復乗り入れた。
- 1979年
  - 6月 - スキー場建設審議会を設立。
  - 9月21日 - 建設候補地選定を開始、検討の結果総進牧場の再開発による「そっち岳」に決定。
- 1980年12月21日 - そっち岳スキー場開業。
  - ゲレンデ長350m・幅150m、ロープリフト1基300m、鉄骨プレハブ造ロッジ（休憩室70平米・食堂90平米・事務所）、トイレ、夜間照明用投光機10数個を備え新十津川スキー協会が管理運営を受託。
  - 建設にあたっては北海道電力砂川発電所4号機増設に伴う電源立地促進対策交付金が用いられた。
- 1981年11月 
  - 電気配線を引き込み北海道電力の電気による電力作動を開始。
  - 町によりプレハブロッジ休憩所開設。
  - ロープリフト増設、2基体制とする。
- 1982年 - 自給飼料生産向上特別対策事業に伴う草地改良でスキー場改良工事を実施。
- 1997年
  - 新十津川スキー協会から新十津川スキー連盟に移管。
  - 12月 - ペアリフト（331.65m）新設、ロープリフト廃止。
- 1999年11月26日 - 新ロッジ竣工。鉄骨造平屋建て321平米。
- 2008年 - 中学生以下町民リフト料金無料化。
- 2011年11月 - リフト運行業務を新十津川町体育協会に委託。
- 2015年
  - リフト運行・料金収納業務をLifTopに委託。
  - ゲレンデ上部の降車場西側待機場所造成等の改修事業を実施。

## アクセス
- 車 - 新十津川町市街から約15分